# Cynodon prostratus
Cynodon prostratus là một loài thực vật có hoa trong họ Hòa thảo. Loài này được Charles Austin Gardner và Charles Edward Hubbard mô tả khoa học đầu tiên năm 1938 dưới danh pháp Brachyachne prostrata. Năm 2015, Paul M. Peterson chuyển nó sang chi Cynodon.

## Phân bố
Loài đặc hữu Australia (các bang Lãnh thổ Bắc Úc, Queensland, Tây Úc).